# Майо, Арольд
Аро́льд Майо́ (фр. Harold Mayot, род. 4 февраля 2002, Мец) — французский профессиональный теннисист.

## Спортивная карьера
В январе 2020 года на юниорском Открытом чемпионате Австралии Майо одержал победу, в финале сломив сопротивление соотечественника Артюра Казо в двух сетах со счетом: 6-4, 6-1.
Майо дебютировал в основной сетке турниров ATP на Открытом чемпионате в Марселе в феврале 2020 года, получив wildcard как в одиночный. так и в парный разряд. В первом раунде в паре с Казо потерпел поражение от Николя Маю и Вашека Поспишила в двух сетах. В одиночном разряде также проиграл в первом раунде соотечественнику-ветерану Жилю Симону.
В паре с Казо они снова получили wildcard для участия в парном турнире Открытого чемпионата Франции 2020 года, но в первом же раунде потерпели поражение от Лукаша Кубота и Марсело Мело в двух сетах. На том же турнире Майо получил wildcard и в основную сетку одиночного разряда, где в первом раунде уступил Алехандро Давидовичу Фокине.
В июле 2022 года Майо впервые вышел в финал турнира ATP Challenger на Открытом чемпионате Тампере в Финляндии, где проиграв Зомбору Пиросу из Венгрии.
В июне 2023 года Майо выиграл свой первый матч в парном разряде на Открытом чемпионате Франции 2023 года в паре с Джонатаном Эйссериком. В июле 2023 года француз дебютировал на Уимблдоне, там он одержал свою первую победу на турнирах Большого шлема в одиночном разряде, обыграв в первом раунде соотечественника Бенджамина Бонзи.
В сентябре 2023 года Майо вышел в свой второй финал в карьере на турнире ATP Challenger на Майорке, проиграв в финале второму сеяному Хамаду Меджедовичу.
В ноябре Майо прошел квалификацию на домашнем турнире в Меце. В основной сетке победил Ёсуке Ватануки в первом раунде и Грегуара Баррера во втором, пробился в свой первый четвертьфинал на турнирах ATP. В четвертьфинале уступил четвертому сеяному Юго Эмберу.
На Открытом чемпионате Южной Франции 2024 года он дошел до четвертьфинала, победив двух соотечественников — Люка Пуя и Бенуа Пэра.
Майо дебютировал на «Мастерс» на Открытом чемпионате Майами 2024 года, пройдя квалификацию в основную сетку, одержав победы над Артюром Казо, выбывшим из игры и Давидом Гоффеном. В основной сетке в первом же матче уступил Даниэлю Альтмайеру из Германии.
В апреле, будучи первым сеяным, Майо вышел в финал турнира «Челленджер» в итальянской Барлетте, победив Якопо Берреттини, а затем уступив в финале второму сеяному Дамиру Джумхуру.
В мае 2024 года, на Открытом чемпионате Франции по теннису, Майо получил wildcard в основную сетку турнира и в первом же раунде уступил в трёх сетах Себастьяну Корде из США.

## Рейтинг на конец года
| Год  | Одиночный рейтинг | Парный рейтинг |
| 2023 | 166               | 324            |
| 2022 | 256               | 578            |
| 2021 | 420               | 519            |
| 2020 | 427               | 653            |
| 2019 | 690               | 1010           |

## Выступления на турнирах

### Финалы турнировATPв одиночном разряде (0)

#### Победы (0)
| Легенда                     |
| --------------------------- |
| Турниры Большого шлема (0)* |
| Итоговый турнир ATP (0)     |
| ATP Мастерс 1000 (0)        |
| АТР 500 (0)                 |
| АТР 250 (0)                 |

| Титулы по покрытиям | Титулы по месту проведения матчей турнира |
| ------------------- | ----------------------------------------- |
| Хард (0)            | Зал (0)                                   |
| Грунт (0)           | Зал (0)                                   |
| Трава (0)           | Открытый воздух (0)                       |
| Ковёр (0)           | Открытый воздух (0)                       |

* количество побед в одиночном разряде.